# Petersita-(La)
La petersita-(La) és un mineral de la classe dels fosfats que pertany al grup de la mixita.

## Característiques
La petersita-(La) és un fosfat de fórmula química Cu₆La(PO₄)₃(OH)₆(H₂O)₃. Va ser aprovada com a espècie vàlida per l'Associació Mineralògica Internacional l'any 2017, sent publicada per primera vegada el 2020. Cristal·litza en el sistema hexagonal. La seva duresa a l'escala de Mohs és 3.
L'exemplar que va servir per a determinar l'espècie, el que es coneix com a material tipus, es troba conservat a les col·leccions mineralògiques del Museu Nacional de la Natura i la Ciència (Japó), amb el número d'espècimen: nsm-m45621.

## Formació i jaciments
Va ser descoberta al riu Detani, a Kiwa, dins la ciutat de Kumano (prefectura de Mie, Japó), on es troba en venes de quars amb cavitats revestides per crisocol·la. Es tracta de l'únic indret de tot el planeta on ha estat descrita aquesta espècie mineral.